# Keith Peter Tritton
Keith Peter Tritton (Brighton, 1944) è un astronomo britannico che si è occupato principalmente di radiogalassie e quasar..

## Biografia
Tritton ha studiato al Corpus Christi College dell'Università di Cambridge. Ha sposato una collega, Susan Barbara Pocock.

## Carriera
Ha lavorato presso l'Osservatorio di Greenwich dal 1967 al 1997. Tritton è membro dell'IAU e della Royal Astronomical Society. Nel 1978 ha scoperto due comete, la 157P/Tritton e la C/1978 G2 McNaught-Tritton.

## Riconoscimenti
Gli è stato dedicato un asteroide, 46442 Keithtritton.